# Прапор Раківчика
Пра́пор Раківчика — офіційний символ села Раківчик, Коломийського району Івано-Франківської області, затверджений 18 квітня 2007 р. рішенням сільської ради.
Автор — А. Гречило.

## Опис
Квадратне полотнище, що складається з двох вертикальних рівновеликих смуг — жовтої від древка та червоної з вільного краю, посередині – рак над півмісяцем, у верхніх кутах по 8-променевій зірці, в обернених кольорах (тобто, червоні елементи на жовтій смузі та жовті — на червоній).

## Значення символів
Рак вказує на одну з версій про походження назви села. Зірки як традиційний козацький символ підкреслюють історичні традиції, пов'язані з повстанням під проводом Семена Височана. Півмісяць уособлює боротьбу проти турків і татарів, які часто нападали на Покуття. Також зірки та півмісяць є елементами герба Сас, до якого належала місцева українська шляхта.